# 班康 (伊利諾伊州)
班康（英語：Buncombe）是位於美國伊利諾伊州約翰遜縣的一個村落。

## 地理
班康的座標為37°28′16″N 88°58′30″W / 37.47111°N 88.97500°W，而該地最高點為海拔高度157米（即515英尺）。

## 人口
根據2010年美國人口普查的數據，班康的面積為3.11平方千米，當中陸地面積為3.08平方千米，而水域面積為0.03平方千米。當地共有人口203人，而人口密度為每平方千米65人。